# Kooskia
Kooskia [ˈkuːskiː] är en ort i Idaho County i Idaho. Vid 2010 års folkräkning hade Kooskia 607 invånare.